# Villanueva de Azoague
Villanueva de Azoague és un municipi de la província de Zamora situat a la comarca de Benavente y los Valles, que pertany a la comunitat autònoma de Castella i Lleó.
Situat en un pla, en el seu terme conflueixen els rius Esla i Órbigo. Les nombroses crescudes d'aquests rius han obligat a la reubicació del poble en diverses ocasions.

## Demografia
| 1991 | 1996 | 2001 | 2004 |
| ---- | ---- | ---- | ---- |
| 461  | 405  | 318  | 315  |